# Гарда Војске Србије
Гарда Војске Србије је јединица Војске Србије, ранга бригаде, непосредно потчињена начелнику Генералштаба Војске Србије. Намењена је за обезбеђење виталних објеката система одбране и за војне почасти највишим страним, домаћим и војним званичницима.
За потребе Министарства одбране и Генералштаба Војске Србије Гарда обавља послове из делокруга рада војне полиције и задатке из домена логистичког обезбеђења.

## Историјат
Гарда наставља традицију српских гардијских јединица дугу скоро два века.
Прва гардијска јединица у Србији формирана је на основу наредбе књаза Милоша Обреновића на Ђурђевдан 1830. године у Пожаревцу. Звала се „Гвардија” и имала је гардијски оркестар основан исте године. Од прве групе младића за Књажеву Гарду, њих седамдесет тројице, формирана је једна пешадијска чета, а већ првога дана сви кадети били су уписани и у гардијску школу зарад основног описмењавања. Тако су, поред војног егзерцира и тактичких увежбавања, први гардисти учили читање, писање и рачун.
Осам година касније, 12. маја 1838. године, оснивање Гарде озакоњено је доношењем Указа од стране кнеза Милоша. Гарда је тада први пут примила званично војно обележје, и тај датум ће од тога дана бити златном срмом извезен на тробојној ленти на врху копља гардијске заставе.
Гарда је 1883. године преформирана и преименована у Краљеву Гарду. Од тога времена, па све до данашњих дана командант Гарде је и ађутант шефа државе.
У Првом светском рату (1914—1918) припадници Гарде прошли су све важније битке и недаће српске војске и допринели њеном победоносном јуришу, од Солунског фронта до слободне отаџбине. Остаће заувек запамћено да су, у зиму 1915. и 1916. године, приликом повлачења према Грчкој, српски гардисти свог остарелог и оболелог краља на рукама пренели преко залеђених албанских планина.
Током Другог светског рата, 1. новембра 1944. године, од Пратећег батаљона Врховног штаба НОВ и ПОЈ формирана је Гардијска бригада Југословенске народне армије.
Садашња Гарда настала је преформирањем Гардијске бригаде у Гарду 30. новембра 2006. године.

## Задаци
Задаци Гарде су:
- обука команди и јединица, обезбеђење њихове борбене готовости и планска употреба,
- обезбеђење система веза и спровођење мера обезбеђења одређених личности када се налазе у објектима од посебног значаја за Војску Србије и одбрану Србије, а по потреби и у другим објектима,
- непосредно организовање и извршавање војног протокола,
- управљање резиденцијалним објектима.

## Обука
- Обука команди изводи се на нивоу Команде Гарде и команди батаљона кроз вежбе на карти, командно-штабне вежбе, вежбе без употребе јединица и бројна предавања и семинаре о најзначајнијим питањима из области одбране;

Колективна обука јединица Гарде организује се у теренским условима и обухвата гађања и вежбе на терену пешадијских, војнополицијских, јединица везе и логистичких јединица;
- Физичка обука је посебно важна за припаднике Гарде. Изводе је сви, а састоји се од кондиционог вежбања, вежби за развој вештине, снаге и издржљивости, борења, као и спортских такмичења у војном вишебоју, стрељаштву, оријентирингу, атлетици и спортским играма;[1]
- Обука за војне почасти изводи се непрекидно у Гардијском батаљону, али ни осталим јединицама Гарде није страна. Обухвата увежбавања за бројне задатке војних почасти, као што су свечани дочек, полагање венаца и егзерцир;[1]
- Обука кандидата за професионалне војнике обухвата разноврсне програмске садржаје у зависности од специјалности за коју кандидати конкуришу. Најчешће се обучавају пешадинци и војни полицајци, а највише је гађања и тактичке обуке.[1]
- Обука војника на добровољном служењу војног рока организује се по потреби, у зависности од интересовања војника да постану професионални војници у Гарди. Углавном се изводи са већ обученим војницима кроз практичан рад на формацијским местима.[1]

## Наоружање и опрема
Јединице Гарде наоружане су свим врстама пешадијског наоружања у распону калибара од 7,62 mm до 12,7 mm.
За реализацију војнополицијских задатака јединица располаже специјалним возилима полицијским борбеним ВПБ М-86, војноплицијском и заштитном опремом.
За извршавање задатака војних почасти и егзерцира Гарда употребљава почасне гардијске униформе и полуаутоматске пушке М59/66 посебно модификоване за почасну јединицу.

## Командна структура

### Команданти гарде
| Фотографија | Име и презиме                         | Почетак | Крај     |
| ----------- | ------------------------------------- | ------- | -------- |
|             | Генерал-потпуковник Горан Радовановић | 2006.   | 2011.    |
|             | Генерал-мајор Миломир Тодоровић       | 2011.   | 2021.    |
|             | Бригадни генерал Никола Дејановић     | 2022.   | 2024.    |
|             | Бригадни генерал Жељко Фурунџић       | 2024.   | тренутни |